# Трубач (фильм, 2014)
«Труба́ч» (укр. «Трубач») — украинский комедийный фильм-мюзикл, снятый Анатолием Матешко. Премьера кинокартины на Украине состоялась 27 марта 2014 года. Фильм рассказывает о 13-летнем подростке Коле Шевченко, который играет на трубе в детском эстрадно-духовом оркестре «Березиль». Написав песню «Бродяга», он жаждет победить с ней в музыкальном конкурсе и тем самым завоевать сердце одноклассницы Лизы.

## В ролях
| Актёр                 | Роль                      |
| --------------------- | ------------------------- |
| Леонид Шевченко       | Коля Шевченко             |
| Полина Тарасенко      | Лиза                      |
| Нонна Гришаева        | Светлана Анатольевна      |
| Алексей Горбунов      | Василий Петрович          |
| Владимир Горянский    | Степан Семёнович Гамкало  |
| Юрий Радковский       | Женя                      |
| Римма Зюбина          | директор Татьяна Ивановна |
| Олеся Жураковская     | уборщица Галя             |
| Ирма Витовская        | мама Виталика             |
| Любава Грешнова       | завуч Зинаида Дмитриевна  |
| Ольга Матешко         | бабушка Коли              |
| Сергей Калантай       | мэр города                |
| Александр Данильченко | музыкант                  |
| Александр Жилинский   | гитарист                  |
| Юрий Рудченко         | музыкант                  |

## Восприятие

### Критика
Кинокритик Александр Гусев из «Украинской правды» оценил «Трубача» на 2,5 балла из 5, посчитав неудачным обращение фильма к жанру мюзикла, который, по его мнению, «со всей очевидностью» основан на советской музыкальной комедии «Волга, Волга» режиссёра Григория Александрова. «Песни практически не имеют отношения к действию и не помогают раскрывать характер героев, представляя собой отвлечённые музыкально-комические номера, весьма сомнительные в отношении как музыки, так и комизма», — добавил Гусев.

### Награды и номинации
«Трубач» получил премию Кабинета Министров Украины имени Леси Украинки за литературно-художественные произведения для детей и юношества за 2016 год в категории «Кинопроизведения для детей и юношества».
По результатам зрительского голосования «Трубач» вместе с британским фильмом «Поверь» разделил третье место на международном кинофестивале для детей и подростков «Чилдрен Кинофест», проходившем в мае 2014 года.
В 2014 году «Трубач» был одним из трёх претендентов на премию «Оскар» за лучший фильм на иностранном языке от Украины, в итоге проиграв борьбу «Поводырю» режиссёра Олеся Санина.

## Выпуск
В конце мая 2014 года фильм был представлен на международном кинофестивале для детей и подростков «Чилдрен Кинофест». Осенью того же года «Трубач» был показан в рамках Недели украинского кино в поддержку украинского режиссёра Олега Сенцова, осуждённого в России на 20 лет.
В 2021 году результатом совместного сотрудничества продюсеров картины "Трубач" Милы Андрияш и Антон Сова они представили новую короткометражную картину «Бог простит», дистрибьютор компания Туарон.